# Otwór okrągły

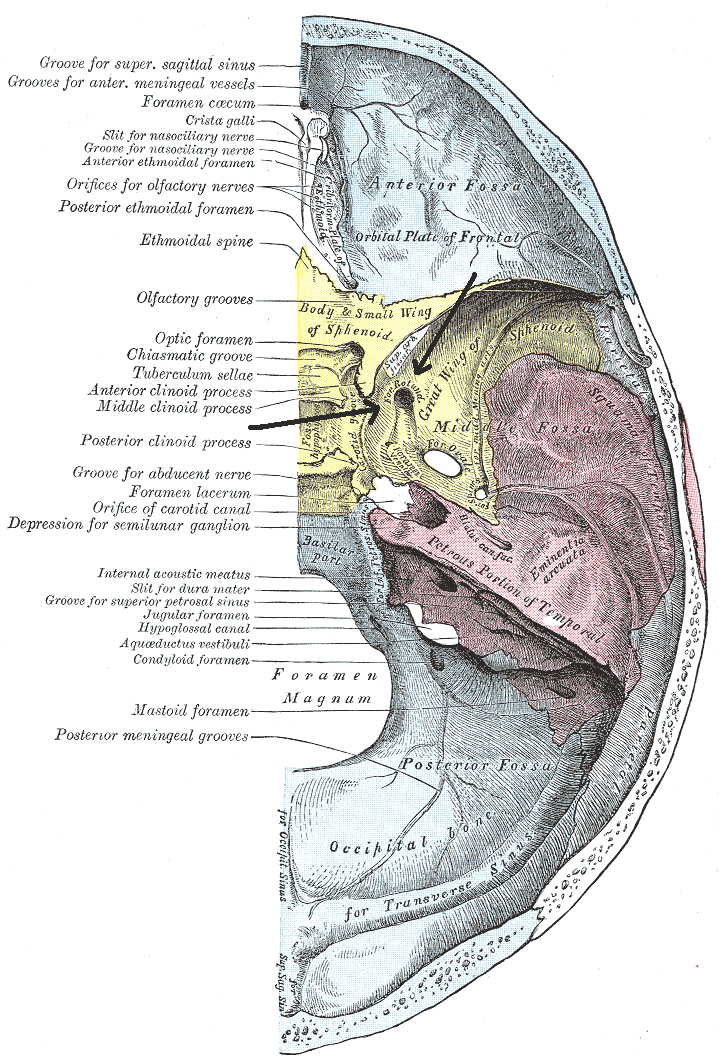
Podstawa czaszki, widok od strony mózgowia. Otwór okrągły zaznaczony strzałkami

Otwór okrągły (łac. foramen rotundum) – w anatomii człowieka otwór w środkowym dole podstawy czaszki znajdujący się u nasady skrzydła większego kości klinowej. Jest on umiejscowiony do tyłu od przyśrodkowego brzegu szczeliny oczodołowej górnej. Łączy środkowy dół czaszki z dołem skrzydłowo-podniebiennym. Wewnątrz niego przebiega nerw szczękowy – druga gałąź nerwu trójdzielnego.